# Berkholz-Meyenburg
Berkholz-Meyenburg é um município da Alemanha, situado no distrito de Uckermark, no estado de Brandemburgo. Tem 11,53 km² de área, e sua população em 2019 foi estimada em 547 habitantes.